# Società Sportiva Calcio Giugliano 2004-2005
Questa voce raccoglie le informazioni riguardanti la Società Sportiva Calcio Giugliano nelle competizioni ufficiali della stagione 2004-2005.

## Sponsor
Lo sponsor ufficiale è Giugliano Città della Mela Annurca.